# 軍器廠街
軍器廠街（英語：Arsenal Street）是香港的一條街道，位於香港島灣仔以西及金鐘以東之間的分界。街道南接軒尼詩道，北接告士打道，並且以行車天橋的形式連接後者。
軍器廠街當年是軍事重地，築有炮台。及後炮台拆卸，陸軍醫院及軍火庫亦一併遷移。現在它的西面是香港警察總部──警政大樓的所在地。北面是香港演藝學院。南面是軒尼詩道與皇后大道東交界。

## 沿路著名地點
- 香港警察總部
- 中國恒大中心
- 中南大廈
- One Hennessy（前熙信大廈）
- 灣仔天橋畫廊

## 外部連結
维基共享资源上的相關多媒體資源：軍器廠街